# Kizunga
Kizunga är ett vattendrag i Burundi.   Det ligger i provinsen Ngozi, i den norra delen av landet, 90 kilometer nordost om huvudstaden Bujumbura.
Omgivningarna runt Kizunga är en mosaik av jordbruksmark och naturlig växtlighet. Runt Kizunga är det tätbefolkat, med 459 invånare per kvadratkilometer.